# 佳能 EOS 500D
佳能 EOS 500D，又称为Digital Rebel T1i（北美市场）或EOS Kiss Digital X3（日本市场），是由佳能公司于2009年4月24日推出，上市的一款消费级别单镜头反光相机。在北美市场，EOS 500D于同年4月上市。作为成功的佳能 EOS 450D的继任者，佳能EOS 500D具有1510万有效像素CMOS图像感应器以及拥有更大的连拍缓存，并且使用3吋92万像素的宽视角LCD显示屏。
佳能 EOS 500D 佳能数码单反相机3位编码的第五代产品。
最新的DIGIC 4数字影像处理器是前一代DIGIC 3速度1.3倍。能拍摄全高清1080P（20fps/每秒二十格）和高清720P（30fps/每秒三十格）的MOV H.264视频短片，但不支援立體聲錄音。是繼 EOS 5D Mark II 之後內設有全高清拍攝功能的第一部CANON平價單鏡反光相機。